# یورگوردن
یورگوردن (سوئدی: Djurgården) جزیره‌ای در مرکز شهر استکهلم، سوئد است.
در این جزیره بناهای تاریخی، موزه‌ها، نگارخانه‌ها، شهربازی گرونا لوند، منطقه کوچک مسکونی، بندرگاه قایق‌های بادبانی و مراتع قرار دارد.

## بناهای شاخص
- موزه نوردیک
- موزه واسا
- موزه زیست‌شناسی استکهلم
- شهربازی گرونا لوند
- موزه اسکانسن

## نگارخانه

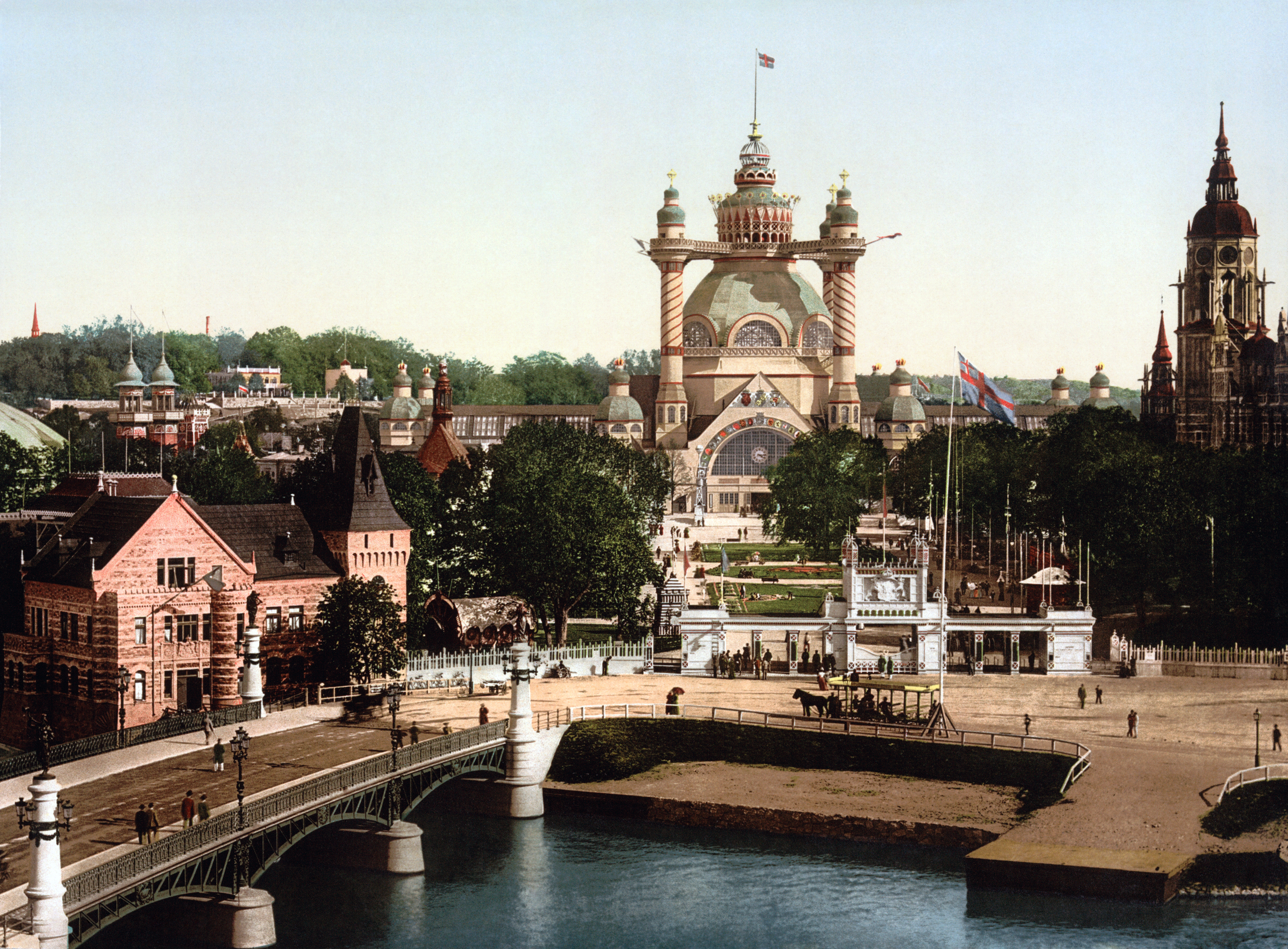
۱۸۹۷
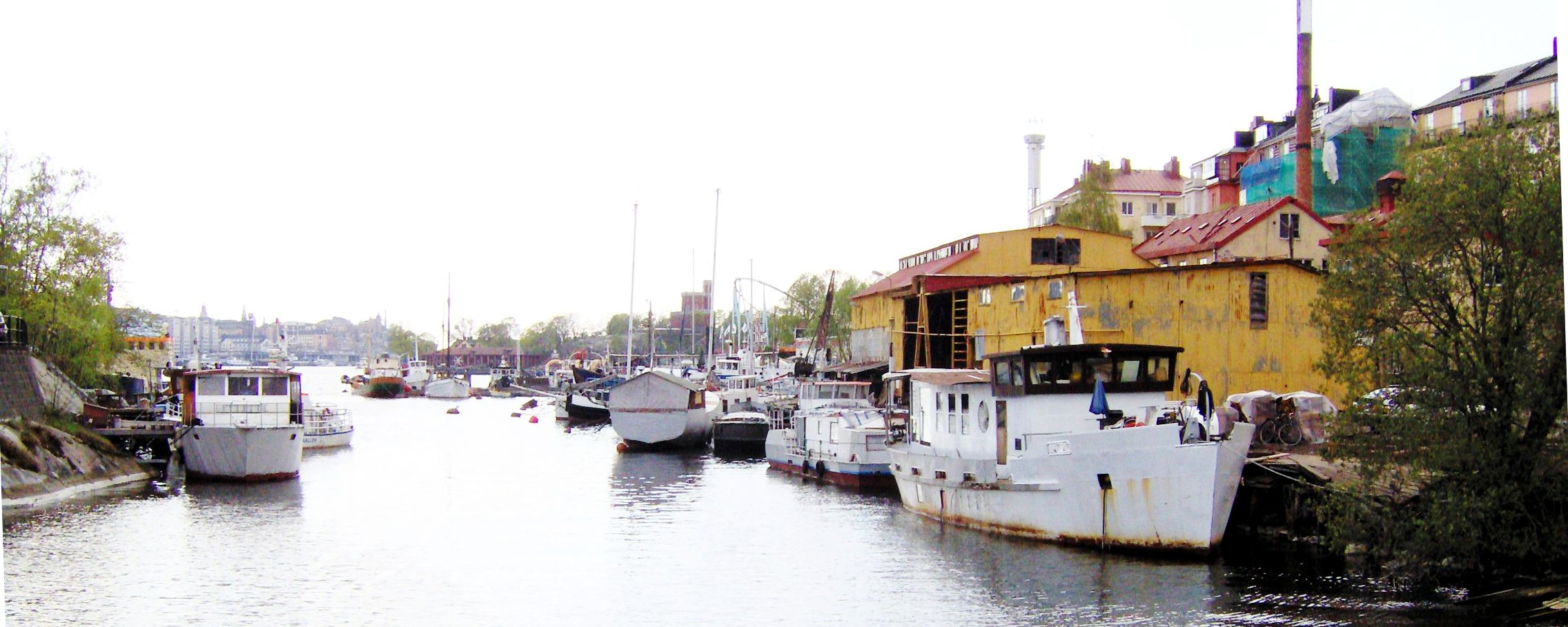
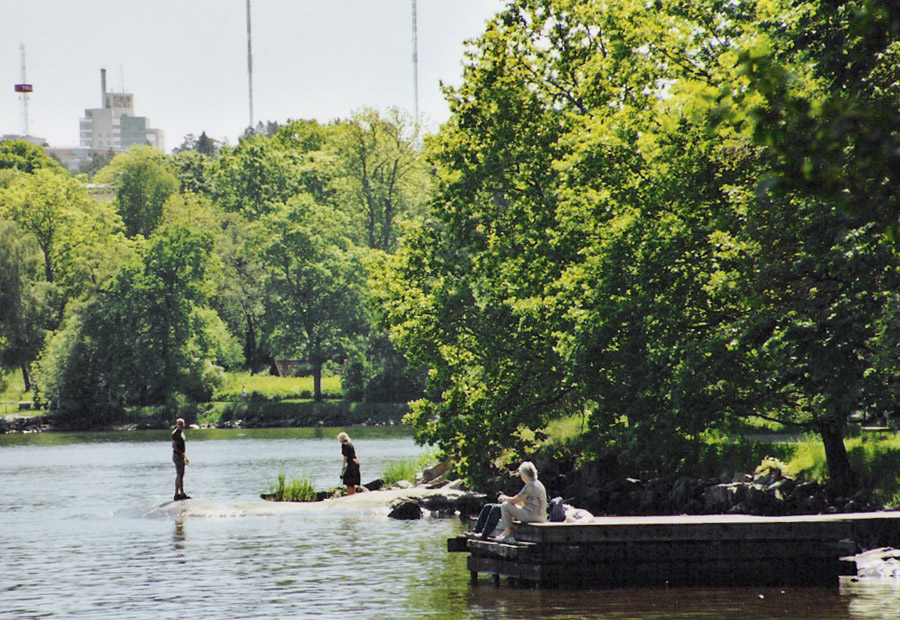
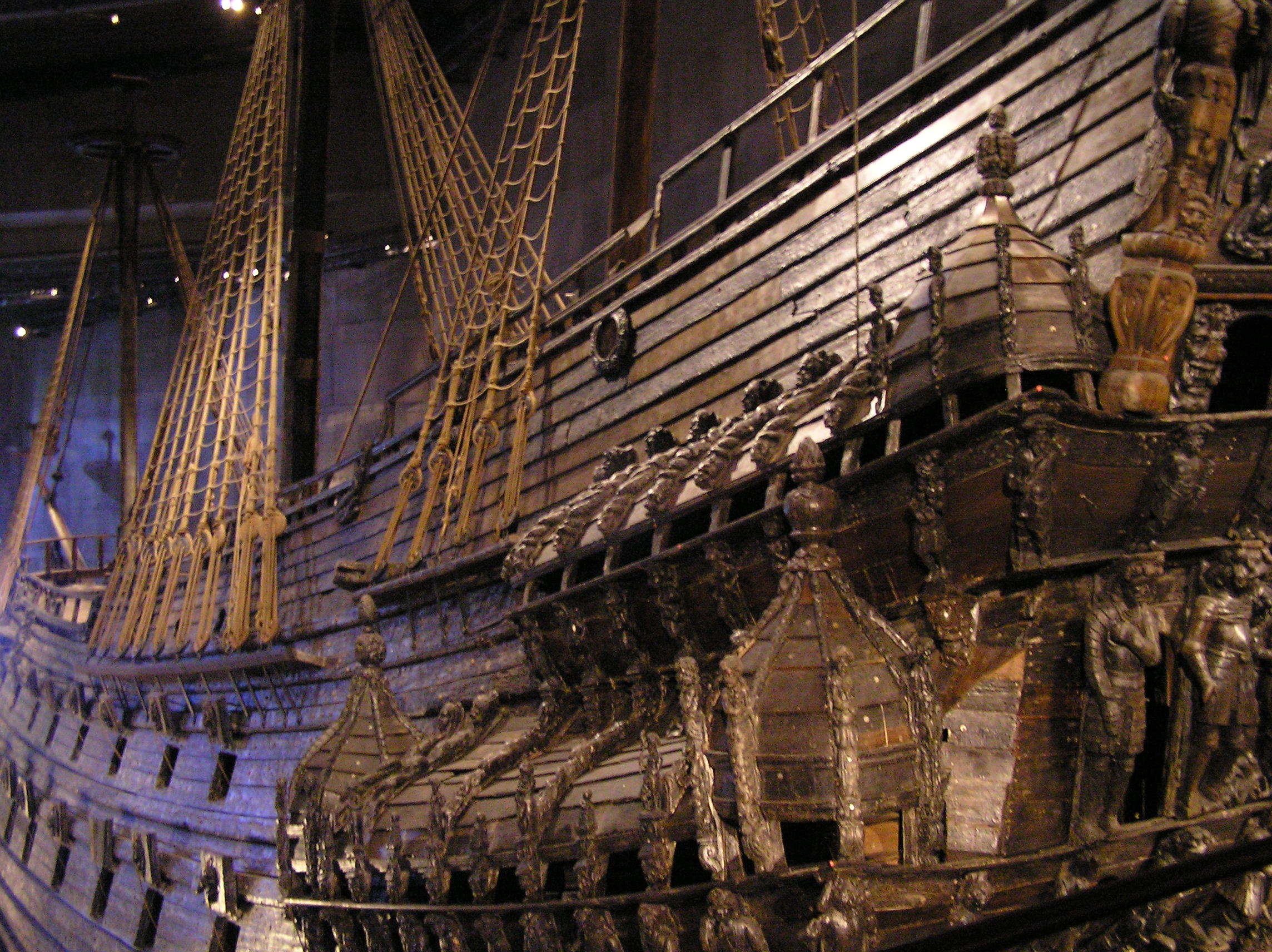
موزه واسا
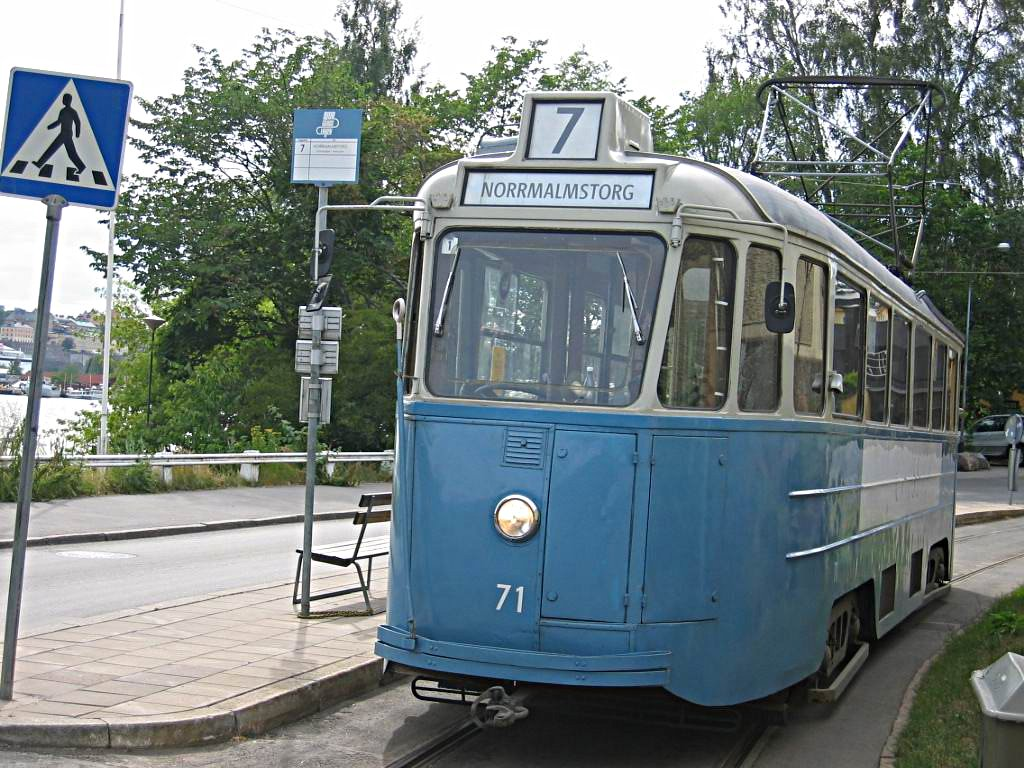
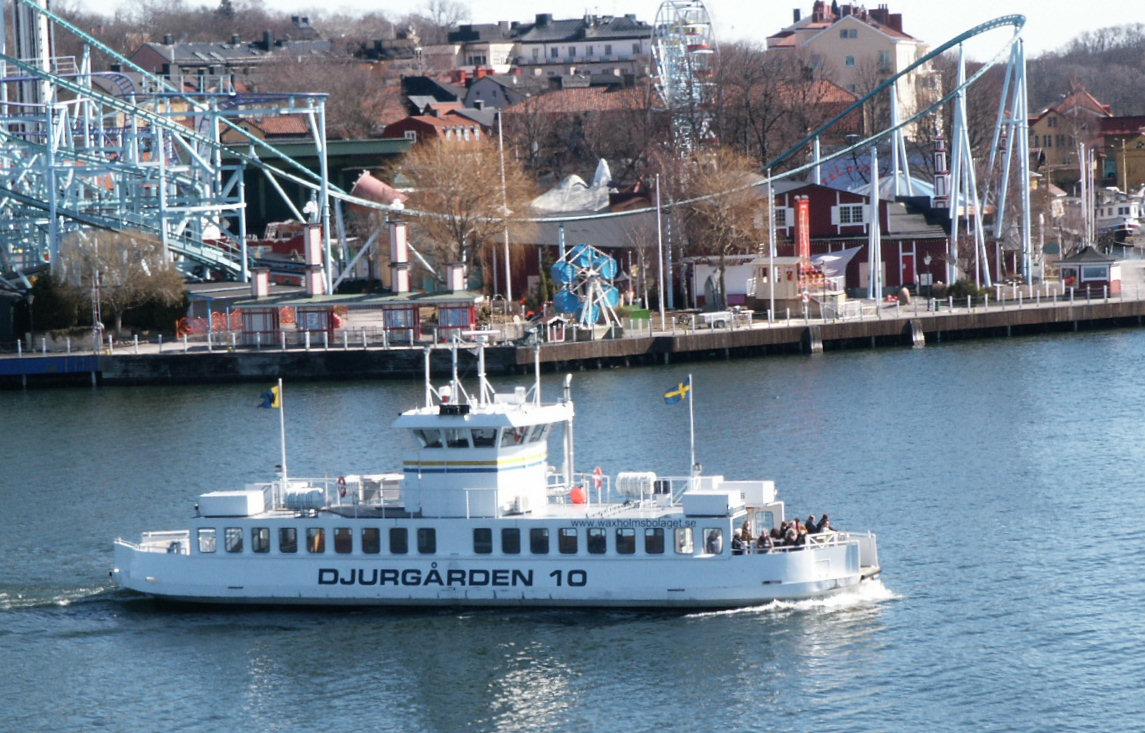